# 坎農福爾斯 (明尼蘇達州)
坎農福爾斯（英語：Cannon Falls）是一個位於美國明尼蘇達州古德休縣的城市。

## 人口
根據2020年美國人口普查的數據，坎農福爾斯的面積為11.89平方千米，當中陸地面積為11.63平方千米，而水域面積為0.26平方千米。當地共有人口4220人，而人口密度為每平方千米355人。